# SDK (Versicherung)

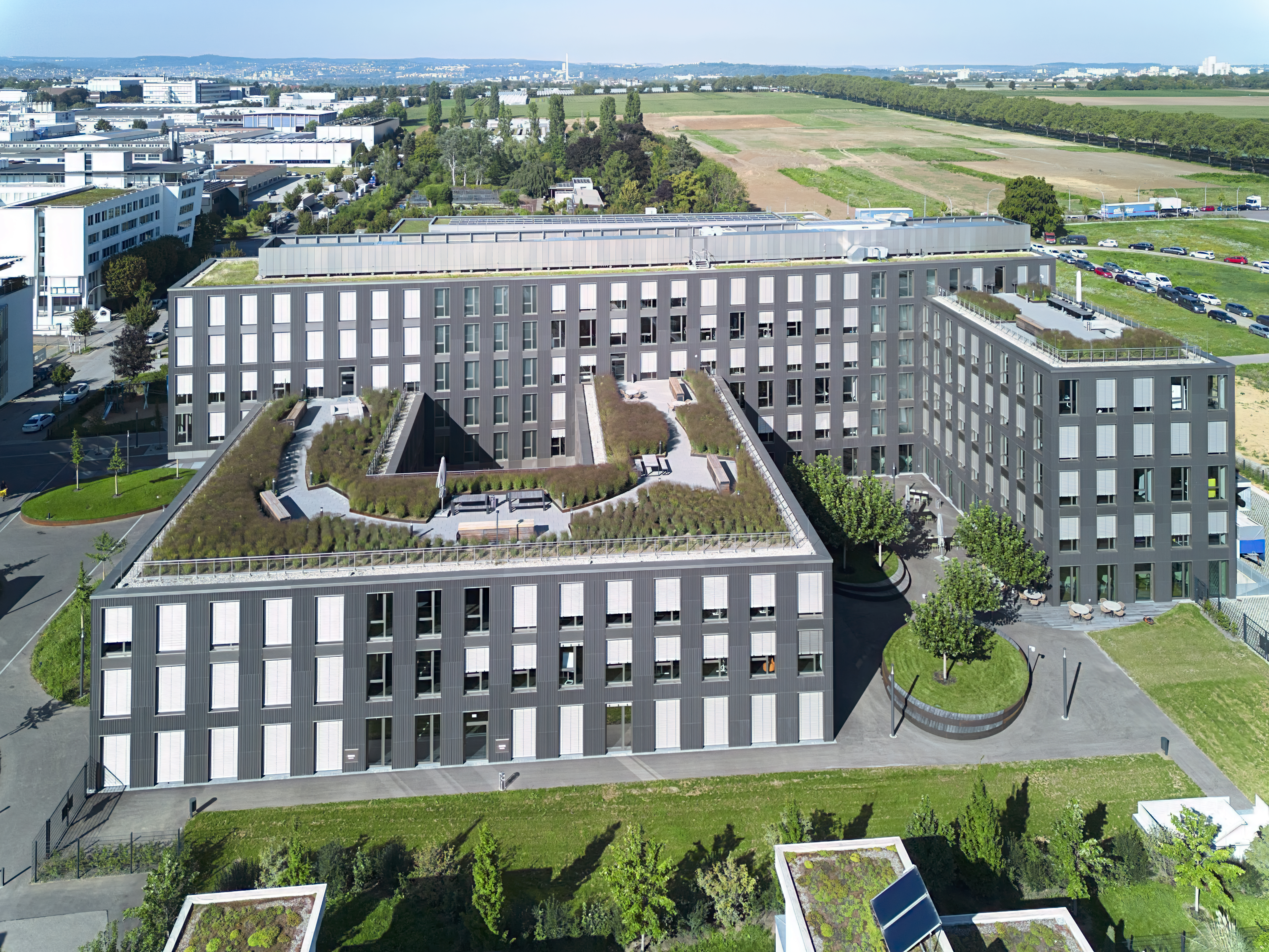
SDK Hauptverwaltung

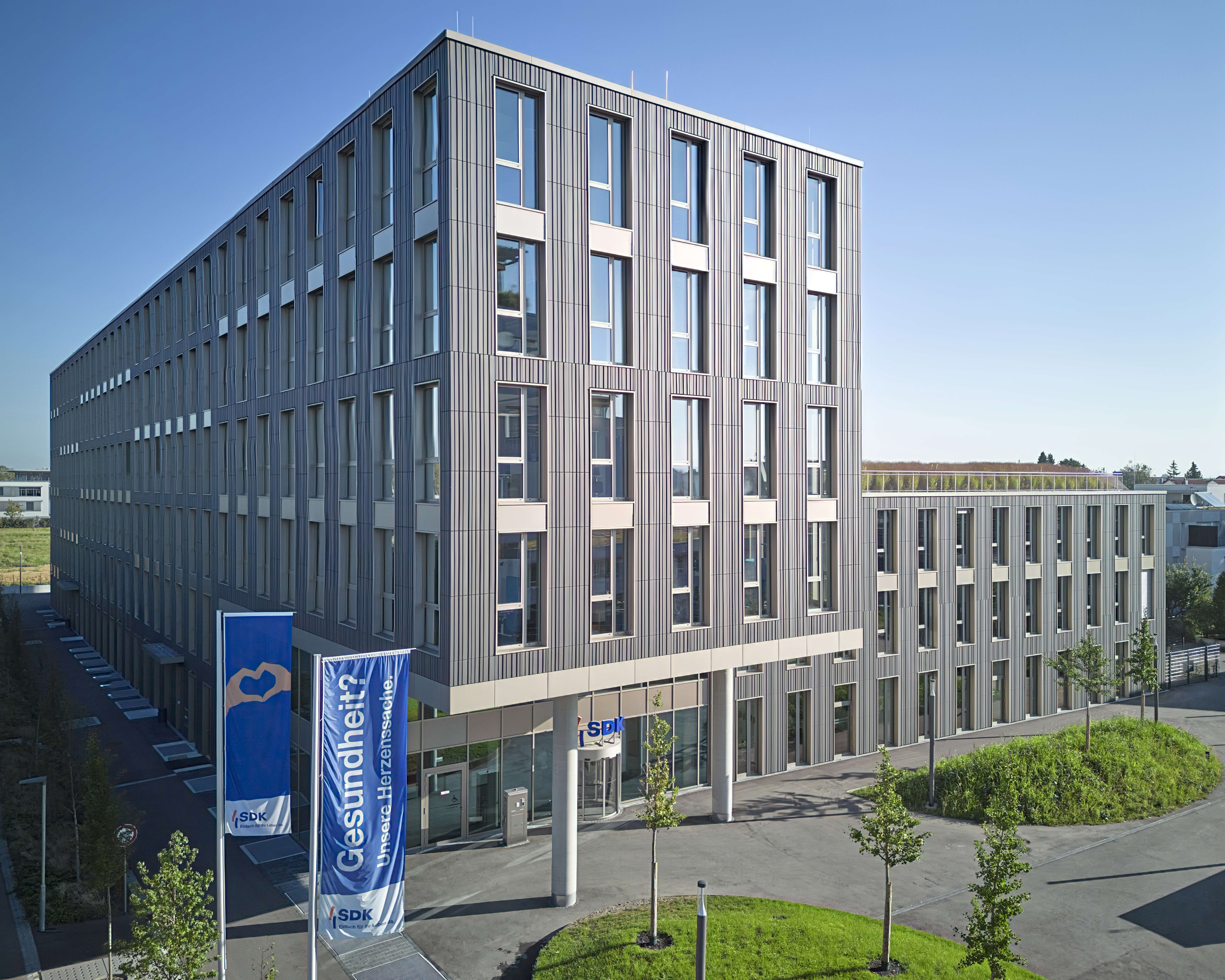
SDK Hauptverwaltung

Die SDK Versicherungsgruppe umfasst die drei genossenschaftlichen Versicherungen Süddeutsche Krankenversicherung a. G., Süddeutsche Lebensversicherung a. G. und Süddeutsche Allgemeine Versicherung a. G., die unter gemeinsamer Führung und seit 2005 auch unter einheitlichem Außenauftritt stehen. Die drei Unternehmen sind Versicherungsvereine auf Gegenseitigkeit. Die SDK ist an 3 Standorten vertreten: Die Hauptverwaltung befindet sich in Fellbach bei Stuttgart, die Landesdirektionen in Augsburg und Freiburg.

## Geschichte
Gegründet wurde die SDK 1926 von Johannes Hummel als „Freiwillige Krankenkasse des Landwirtschaftlichen Hauptverbandes Württemberg und Hohenzollern e. V.“, um eine Versorgungslücke zu schließen: Landwirte waren damals von der gesetzlichen Krankenversicherung ausgeschlossen und benötigten eine alternative Absicherung. Zeitgleich mit der Krankenversicherung wurde die Sterbekasse des Landwirtschaftlichen Hauptverbandes Württemberg und Hohenzollern ins Leben gerufen; aus der sich später die Süddeutsche Lebensversicherung entwickelte.
Als 1972 die Pflichtversicherung für Landwirte eingeführt wurde, verlor die SDK zwar einen Großteil ihrer Mitglieder, konnte jedoch durch eine zuvor beschlossene Satzungsänderung die Versichertenkreise auf alle Berufsgruppen erweitern. 1978 erfolgte die Fusion der SDK mit der „Erzieherhilfe Krankenversicherungsverein a.G.“. Im Zuge dessen wurde die „Erzieherhilfe Hausratversicherung a.G.“ als Schwesterunternehmen in die Gruppe integriert, die den Kern der heutigen Süddeutsche Allgemeine Versicherung bildete. 1982 firmiert sich das Unternehmen als Süddeutsche Krankenversicherung a. G. und als SDK-Lebensversicherung a. G. 1994 zieht die Hauptverwaltung der SDK nach Fellbach.
Im Jahr 2007 wurde die SDK STIFTUNG zur Förderung von Wissenschaft und Forschung sowie des öffentlichen Gesundheitswesens gegründet. 2013 wurde als Tochtergesellschaft die gesundwerker e.G. gegründet, eine eingetragene Genossenschaft für Betriebliches Gesundheitsmanagement (BGM).
Die Rhythmische Sportgymnastin Darja Varfolomeev ist seit November 2024 die Markenbotschafterin der SDK.
Am 1. Juli 2025 wurde die Gründung eines Gleichordnungskonzerns der SDK Gruppe und der Stuttgarter Versicherungsgruppe durch die Mitgliedervertreterversammlungen beider Unternehmen einstimmig beschlossen.

## Süddeutsche Krankenversicherung
Die SDK ist Mitglied im genossenschaftlichen Finanzverbund der Volksbanken Raiffeisenbanken. Ein weiterer wichtiger Vertriebsweg sind Makler und Mehrfachagenten. Hinzu kommt seit einigen Jahren der Vertriebsweg des Direktvertriebs. Seit Januar 2009 besteht eine Kooperation mit der MHplus Betriebskrankenkasse.
Insgesamt arbeiten Stand 2024 etwa 760 Personen bei der Süddeutschen Krankenversicherung, davon 630 im Innendienst und etwa 130 im Außendienst. Die SDK verfügt über 682.000 Versicherte mit einem Beitragsvolumen von etwa 1.000,4 Mio. Euro (alle drei SDK-Gesellschaften) (Stand 2024). Deutschlandweit liegt die SDK nach Beitragseinnahmen auf Platz 13 der privaten Krankenversicherungen.
Die SDK bietet private Voll- und Zusatzversicherungen an. Das Angebot der Zusatzversicherungen reicht von Zahnzusatz- über Krankenhauszusatz- und viele weitere Zusatzversicherungen bis hin zur Pflege-Zusatzversicherung. Im Bereich der Pflege-Zusatzversicherungen bietet die SDK seit Jahresbeginn 2013 auch einen im Rahmen des sog. „Pflege-Bahr“ staatlich bezuschussten Fördertarif an.

## SDK-Stiftung
Die SDK-Stiftung wurde 2007 gegründet. Der Stiftungszweck ist weit gefasst. Gefördert werden Wissenschaft und Forschung, Umweltschutz, das Gesundheitswesen, Kunst und Kultur, Bildung und Erziehung und mildtätige Zwecke.
Zurzeit konzentriert sich die Stiftung auf folgende Projekte:
- Am 1. Dezember 2009 wurde das SDK-Institut für Gesundheitsökonomie gegründet. Institut und Stiftungslehrstuhl sind Teil der Steinbeis-Hochschule Berlin. Zweck der Institutsgründung ist die Stärkung der Gesundheitsökonomie und der Versorgungsforschung. Seit 2013 gibt die SDK-Stiftung ein Themenheft unter dem Titel SDK-Blickpunkte heraus, welches sich in zwei Ausgaben pro Jahr Themen des Stiftungs- und Versicherungsumfelds annimmt.
- Des Weiteren unterstützt die SDK-Stiftung mit diversen Projekten die Hilfsorganisation Ärzte der Welt e. V.
- Seit mehr als 15 Jahren fördert die SDK Stiftung die Tour Ginkgo der Christiane-Eichenhofer-Stiftung, eine Radveranstaltung, die sich für schwerstkranke Kinder einsetzt.

## Nachhaltigkeit
Im Rahmen eines externen Wirkungsratings zur Nachhaltigkeit, das 2024 in Zusammenarbeit mit der Unternehmensberatung CONCERN durchgeführt wurde, wurde die Nachhaltigkeitskompetenz der SDK bewertet. Der Fokus des Ratings lag auf den Firmenkundenprodukten sowie der organisatorischen Struktur im Bereich Nachhaltigkeit. Dabei erhielt die SDK die Note „sehr gut“ für ihre nachhaltigen Produkte der betrieblichen Krankenversicherung (bKV), das betriebliche Gesundheitsmanagement (BGM) und die betriebliche Gesundheitsdienstleistung (GDL) sowie das Versorgungskonzept Gesundheit der Wirtschaft und Industrie (VGWI).
Die SDK hat die „Charta der Vielfalt“ unterzeichnet und wurde mehrfach als „fairster Versicherer“ ausgezeichnet. Die SDK trägt mehrere Nachhaltigkeitssiegel, darunter das KLIMAWIN-Siegel.